# Lamprosema oediproctalis
Lamprosema oediproctalis là một loài bướm đêm trong họ Crambidae.